# معدل الفائدة السنوية المئوية
معدل الفائدة السنوية المئوية أو معدل سنوي مئوي في الاقتصاد (بالإنجليزية:annual percentage of rate APR ) هو معدل الفائدة المحسوب لمدة سنة كاملة، وليس لمدة شهر كما هو متبع مع القروض والرهن ووبطاقات الائتمان وغيرها. فهي قسط مالي محسوب لمدة سنة. 
ويوجد منها نوعان : المعدل المئوي السنوي الاسمي  و المعدل المئوي السنوي الفعلي. وتختلف معاملتهما المالية من بلد إلى بلد، ولكن ينطبق بصفة عامة:
- يمثل المعدل المئوي السنوي الاسمي nominal APR الفائدة البسيطة محسوبة لمدة سنة،
- ويمثل المعدل المئوي السنوي الفعلي effective APR الرسوم + الفائدة المركبة محسوبة لمدة سنة.

ويحسب المعدل المئوي السنوي الاسمي : المعدل الخاص بالفترة (أقل من سنة) مضروبا في عدد الفترات في السنة.

أما حساب المعدل السنوي المئوي الفعلي effective APR (اختصاره EAR) فقد يختلف كثيرا بحسب نوع الرسوم المضافة، رسوم قيد، رسوم تدفع آخر المدة أو رسوم خدمة.
ويتسم المعدل السنوي المئوي الفعلي بأنه المعدل الحقيقي (المضبوط) للفائدة عن كل سنة.

## أمثلة لمعدل الفائدة
إذا اعتبرنا أن معدل الفائدة السنوي المئوي الفعلي يساوي 10 %، فيمكن التعبير عنه بطرق مختلفة :
- 0.7974% هو معدل الفائدة الشهري الفعلي، لأن 1.007974^12=1.1
- 9.569% هو معدل الفائدة المئوي السنوي المحسوب شهريا، لأن 12*0.7974=9.569

## اقرأ أيضا
- معدل الفائدة الإسمية
- معدل الفائدة السنوي
- مردود الاستثمار
- الحد الأدنى للعائد
- مركز مربح
- مركز تكلفة
- مركز استثماري
- نظارة الحسابات
- تخصيص الأموال
- حجم الأعمال (اقتصاد)